# Cellier de Morimont
Le cellier de Morimont est un édifice situé dans la ville de Dijon, en Côte-d'Or, en région Bourgogne-Franche-Comté.

## Situation
Il se situe dans la cour Madeleine, près de la place Émile-Zola. 

## Histoire
Il a été construit au XIIIe siècle. Il s'orne encore de fenêtres géminées en plein cintre retombant sur des colonnettes aux chapiteaux à crochets. Le monument a été acheté en 1982 par la ville, qui l'a revendu.  
Les vestiges de l'ancien cellier de Morimont ont été inscrits au titre des monuments historiques par arrêté du 16 janvier 1947.